# Direct Contact

Direct Contact (br: Ação Imediata) é um direct-to-video americano, estrelado pelo ator sueco Dolph Lundgren e pelo ator americano Michael Paré. Produzido pela Nu Image. O filme foi filmado na Bulgária e seu lançamento ocorreu no dia 19 de março de 2009 (DVD premiere) e em 2 de junho de 2009, nos Estados Unidos.

## Enredo
Mike Riggins, ex-soldado das forças especiais americanas, preso na Europa Oriental, tem uma chance de ser libertado ao aceitar a missão de resgatar a jovem americana, Ana Gale, que foi sequestrada por um chefe militar implacável. Mas, pouco depois de libertá-la, Mike descobre que a história do sequestro era apenas uma armação para retirar Ana de onde ela está. Nosso herói e sua encarregada de repente se encontram na mira da implacável Força paramilitar, e das organizações do submundo - todos aqueles que querem vê-lo morto e Ana sob seu controle. Sem ninguém a quem recorrer, e os inimigos se aproximando, Mike deve descobrir a verdade sobre Ana e trazê-la à segurança da Embaixada dos EUA.